# Acianthera leptotifolia
Acianthera leptotifolia là một loài thực vật có hoa trong họ Lan. Loài này được (Barb.Rodr.) Pridgeon & M.W.Chase mô tả khoa học đầu tiên năm 2001.

## Hình ảnh

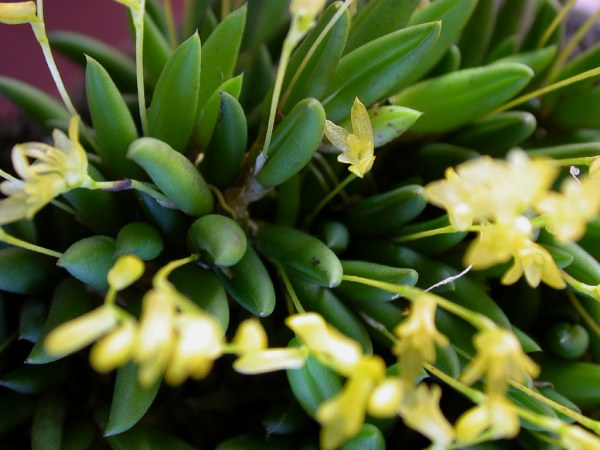
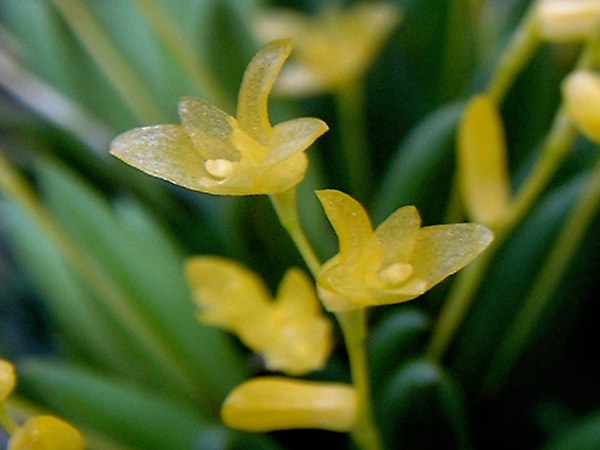
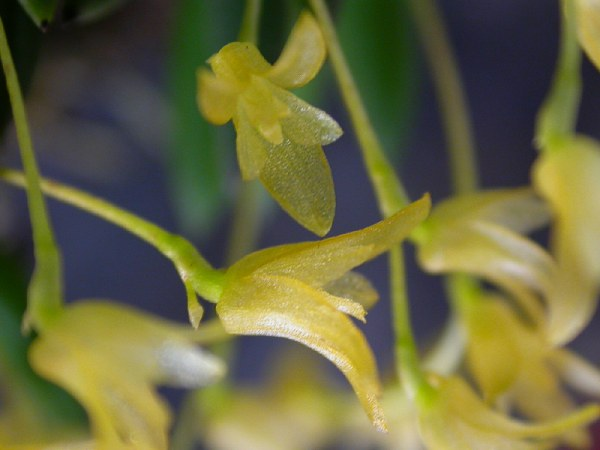
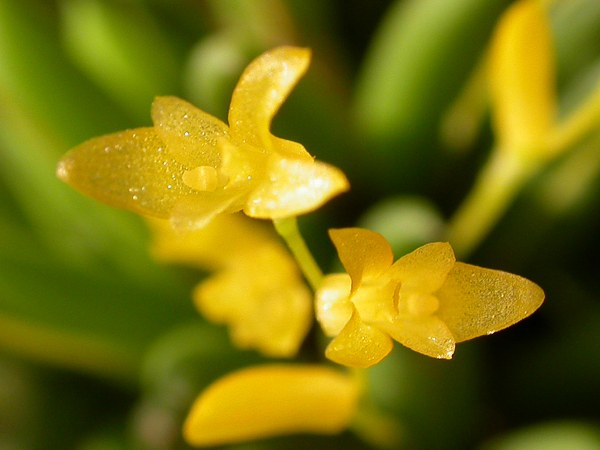